# 조나 헥스
조나 헥스(Jonah Hex)는 DC 코믹스의 서부극 작품에 등장하는 안티 히어로이다. 존 알바노와 토니 데즈니가에 의해 창조되었다. 안면 오른쪽 부분에 큰 추악한 상처를 가진 총잡이 및 현상금 사냥꾼으로 알려져있다.